# Liubîmivka, Mîhailivka
Liubîmivka (în ucraineană Любимівка) este localitatea de reședință a comunei Liubîmivka din raionul Mîhailivka, regiunea Zaporijjea, Ucraina.

## Demografie
Componența lingvistică a localității Liubîmivka
     Ucraineană (89,88%)
     Rusă (8,41%)
     Alte limbi (0,81%)
Conform recensământului din 2001, majoritatea populației localității Liubîmivka era vorbitoare de ucraineană (89,88%), existând în minoritate și vorbitori de rusă (8,41%).